# Gräberfeld von Glanshammar
Das 120 × 25 m große Gräberfeld von Glanshammar liegt am Nordrand von Glanshammar bei Örebro in der Provinz Örebro län in Mittel-Schweden.
Auf dem Gräberfeld aus der jüngeren Eisenzeit (400–650 n. Chr.) befinden sich drei bis zu zwei Meter hohe Grabhügel, drei Steinsetzungen und eine Schiffssetzung. Abgesehen von der Schiffssetzung ist allerdings nicht viel zu erkennen.
Bei der Untersuchung der etwa 21,0 Meter langen und 7,0 Meter breiten Schiffssetzung mit erhaltenen und neu aufgerichteten Steinen (mindestens einer fehlt) wurden im Jahre 1937 zwei Gruppen von Asche, Kohle und zerbrannten Steinen gefunden. Es könnte sich um die Überreste zweier Brandbestattungen handeln.
Südlich von Glanshammar liegt das Gräberfeld von Skävesund und nördlich steht der Apelbodasten.